# Виремба (Нижньосілезьке воєводство)
Виремба (пол. Wyręba, нім. Stolzenberg) — село в Польщі, у гміні Секерчин Любанського повіту Нижньосілезького воєводства.
Населення — 186 осіб (2011).
У 1975-1998 роках село належало до Єленьоґурського воєводства.

## Демографія
Демографічна структура станом на 31 березня 2011 року:
|          | Загалом | Допрацездатний вік | Працездатний вік | Постпрацездатний вік |
| -------- | ------- | ------------------ | ---------------- | -------------------- |
| Чоловіки | 85      | 17                 | 65               | 3                    |
| Жінки    | 101     | 20                 | 61               | 20                   |
| Разом    | 186     | 37                 | 126              | 23                   |